# Andersonia aristata
Andersonia aristata är en ljungväxtart som beskrevs av John Lindley. Andersonia aristata ingår i släktet Andersonia och familjen ljungväxter. Inga underarter finns listade i Catalogue of Life.